# Eredivisie 2016/17 (Frauenfußball)
Die Eredivisie 2016/17 war die siebte Spielzeit der niederländischen Eredivisie der Frauen. Die Saison begann am 2. September 2016 und endete mit dem letzten Spiel der Meisterschafts- und Platzierungsrunde am 26. Mai 2017. Meister wurde zum ersten Mal Ajax Amsterdam. Einen Absteiger gab es nicht. Die Mannschaft von Telstar kehrte nach der Saison nach Alkmaar zurück und trat in der folgenden Saison als VV Alkmaar an. In einigen Statistiken wird die Mannschaft schon in dieser Saison als VV Alkmaar geführt.

## Modus
An der Saison nahmen acht Mannschaften teil. Sie lief über zwei Runden. In der ersten Runde hatte jede Mannschaft je ein oder zwei Heim- und zwei oder ein Auswärtsspiel gegen die anderen Mannschaften. Nach den 21 Spielen, die die Frauen des Ajax Amsterdam mit elf Punkten Vorsprung auf Platz 1 abschlossen, spielten die vier besten Mannschaften noch je zweimal gegen die vier anderen Mannschaften um den Meistertitel. Hier konnte Ajax den ersten Platz behaupten. Die vier schlechtesten Mannschaften spielten um die Plätze 5 bis 8.

## Teilnehmende Mannschaften
| Verein             | Heimort    | Stadion                                                                                         |
| Achilles ’29       | Groesbeek  | Sportpark De Heikant                                                                            |
| ADO Den Haag       | Den Haag   | Kyocera Stadion/Sportpark Nieuw Hanenburg                                                       |
| Ajax Amsterdam     | Amsterdam  | Sportpark De Toekomst                                                                           |
| SC Heerenveen      | Heerenveen | Sportpark Skoatterwâld Zuidersportpark (Sneek)                                                  |
| PSV Eindhoven      | Eindhoven  | Jan Louwers Stadion Sportcomplex De Herdgang                                                    |
| SC Telstar         | Velsen     | Rabobank IJmond Stadion Sportpark De Wending (Heerhugowaard) AFAS Trainingscomplex (Wormerland) |
| FC Twente Enschede | Enschede   | De Grolsch Veste Sportpark Slangenbeek (Hengelo) FC Twente-trainingscentrum (Hengelo)           |
| PEC Zwolle         | Zwolle     | MAC³PARK Stadion Sportpark Ceintuurbaan                                                         |

## Abschlusstabelle
| Pl. | Verein                 | Sp. | S  | U | N  | Tore    | Diff. | Punkte |
| --- | ---------------------- | --- | -- | - | -- | ------- | ----- | ------ |
| 1.  | Ajax Amsterdam         | 21  | 17 | 3 | 1  | 049:110 | +38   | 54     |
| 2.  | FC Twente Enschede (M) | 21  | 13 | 4 | 4  | 062:250 | +37   | 43     |
| 3.  | PSV Eindhoven          | 21  | 12 | 3 | 6  | 056:260 | +30   | 39     |
| 4.  | ADO Den Haag           | 21  | 12 | 3 | 6  | 043:350 | +8    | 39     |
| 5.  | Telstar                | 21  | 6  | 4 | 11 | 042:520 | −10   | 22     |
| 6.  | SC Heerenveen          | 21  | 5  | 3 | 13 | 032:470 | −15   | 18     |
| 7.  | Achilles ’29           | 21  | 5  | 1 | 15 | 021:680 | −47   | 16     |
| 8.  | PEC Zwolle             | 21  | 2  | 3 | 16 | 024:650 | −41   | 09     |

| (M) | Meister 2015/16 |

### Beste Torschützinnen
| Rang | Spielerin                   | Team    | Tore |
| ---- | --------------------------- | ------- | ---- |
| 1    | Ellen Jansen                | Twente  | 17   |
| 2    | Katja Snoeijs               | Telstar | 16   |
| 3    | Vanity Lewerissa            | PSV     | 13   |
| 3    | Marjolijn van den Bighelaar | Ajax    | 13   |
| 5    | Pia Rijsdijk                | ADO     | 10   |
| 5    | Babiche Roof                | Telstar | 10   |

## Playoffs

### Meisterschaft
Die vier besten Vereinen spielten um die Meisterschaft, dabei wurde die Hälfte der Punkte übertragen. Jede Mannschaft spielte noch zweimal gegen jede andere Mannschaft. Die beste Mannschaft qualifizierte sich für die UEFA Women’s Champions League 2017/18. Dort schied Ajax im Sechzehntelfinale nach einem 1:0-Heimsieg und einer 0:2-Auswärtsniederlage gegen den italienischen Vizemeister ACF Brescia aus.
| Pl. | Verein             | Sp. | S | U | N | Tore    | Diff. | Punkte | Bonus | Gesamt |
| --- | ------------------ | --- | - | - | - | ------- | ----- | ------ | ----- | ------ |
| 1.  | Ajax Amsterdam     | 6   | 4 | 2 | 0 | 008:300 | +5    | 14     | 27    | 41     |
| 2.  | FC Twente Enschede | 6   | 4 | 2 | 0 | 012:400 | +8    | 14     | 22    | 36     |
| 3.  | PSV Eindhoven      | 6   | 1 | 0 | 5 | 004:800 | −4    | 03     | 20    | 23     |
| 4.  | ADO Den Haag       | 6   | 1 | 0 | 5 | 004:130 | −9    | 03     | 20    | 23     |

#### Beste Torschützinnen
| Rang | Spielerin                   | Team   | Tore |
| ---- | --------------------------- | ------ | ---- |
| 1    | Marjolijn van den Bighelaar | Ajax   | 5    |
| 2    | Ellen Jansen                | Twente | 3    |
| 3    | Eshley Bakker               | Twente | 2    |
| 3    | Marthe van Erk              | ADO    | 2    |

### Platzierung
Die vier schlechtesten Vereinen spielten um die Plätze 5 bis 8, dabei wurde die Hälfte der Punkte übertragen. Jede Mannschaft spielte noch zweimal gegen jede andere Mannschaft.
| Pl. | Verein        | Sp. | S | U | N | Tore    | Diff. | Punkte | Bonus | Gesamt |
| --- | ------------- | --- | - | - | - | ------- | ----- | ------ | ----- | ------ |
| 5.  | Telstar       | 6   | 5 | 0 | 1 | 019:130 | +6    | 15     | 11    | 26     |
| 6.  | SC Heerenveen | 6   | 4 | 0 | 2 | 021:130 | +8    | 12     | 9     | 21     |
| 7.  | Achilles ’29  | 6   | 2 | 0 | 4 | 008:160 | −8    | 06     | 8     | 14     |
| 8.  | PEC Zwolle    | 6   | 1 | 0 | 5 | 011:170 | −6    | 03     | 5     | 8      |

#### Beste Torschützinnen
| Rang | Spielerin         | Team       | Tore |
| ---- | ----------------- | ---------- | ---- |
| 1    | Simone Kets       | Heerenveen | 8    |
| 2    | Babiche Roof      | Telstar    | 5    |
| 2    | Katja Snoeijs     | Telstar    | 5    |
| 4    | Tiny Hoekstra     | Heerenveen | 4    |
| 4    | Yvette van Daelen | Zwolle     | 4    |